# Football Club Esperia Viareggio 2012-2013
Questa pagina raccoglie le informazioni riguardanti il Football Club Esperia Viareggio nelle competizioni ufficiali della stagione 2012-2013.

## Stagione
Undicesimo posto: per la prima volta dopo quattro anni di Serie C, il Viareggio si salva direttamente all'ultima giornata, grazie alla vittoria sul tranquillo Frosinone e alla contemporanea sconfitta del Prato in casa contro l'Andria. Durante i festaggiamenti per la salvezza ottenuta, Dinelli lancia un appello alla città, perché lo aiuti nella gestione della squadra.
Da segnalare inoltre la Finale di Coppa Italia Lega Pro persa contro il Latina, squadra di altra caratura, vista la promozione in Serie B. Il divario tra le due squadre esiste, ma le due partite sono state equilibrate (A.1-2/R.1-1).
Dinelli è il nuovo Presidentissimo bianconero: 10 anni di presidenza, 1 campionato di eccellenza, 1 Coppa Italia Dilettanti, 1 campionato di Serie D, 1 serie C2 vinta a tavolino, 1 finale di Coppa Italia Lega Pro.

## Rosa
| N. |                   | Ruolo | Calciatore            |
| -- | ----------------- | ----- | --------------------- |
|    | Italia (bandiera) | C     | Fabrizio Anedda       |
|    | Italia (bandiera) | A     | Lorenzo Benedetti     |
|    | Italia (bandiera) | C     | Matteo Calamai        |
|    | Italia (bandiera) | D     | Sergio Carnesalini    |
|    | Italia (bandiera) | D     | Diego Conson          |
|    | Italia (bandiera) | D     | Luca Andrea Crescenzi |
|    | Italia (bandiera) | D     | Alessio De Bode       |
|    | Italia (bandiera) | D     | Alessandro Da Vena    |
|    | Italia (bandiera) | D     | Lorenzo Fiale         |
|    | Italia (bandiera) | P     | Jacopo Furlan         |
|    | Italia (bandiera) | P     | Massimo Gazzoli       |
|    | Italia (bandiera) | C     | Daniel Geminiani      |
|    | Italia (bandiera) | D     | Gianmarco Gerevini    |
|    | Italia (bandiera) | A     | Giuseppe Giovinco     |

| N. |                    | Ruolo | Calciatore       |
| -- | ------------------ | ----- | ---------------- |
|    | Italia (bandiera)  | D     | Walter Guerra    |
|    | Italia (bandiera)  | D     | Fabio Lamorte    |
|    | Italia (bandiera)  | A     | Simone Magnaghi  |
|    | Italia (bandiera)  | C     | Dario Maltese    |
|    | Italia (bandiera)  | D     | Bruno Martella   |
|    | Italia (bandiera)  | C     | Mattia Paparelli |
|    | Italia (bandiera)  | D     | Eros Pellegrini  |
|    | Italia (bandiera)  | D     | Andrea Perevelli |
|    | Italia (bandiera)  | C     | Samuele Pizza    |
|    | Italia (bandiera)  | A     | Mattia Sandrini  |
|    | Italia (bandiera)  | D     | Federico Sorbo   |
|    | Croazia (bandiera) | C     | Tomas Luka       |
|    | Italia (bandiera)  | D     | Kevin Trocar     |

## Finale Coppa Italia Lega Pro
| Squadra 1 | Totale | Squadra 2 | Andata | Ritorno |
| --------- | ------ | --------- | ------ | ------- |
| Viareggio | 2 - 3  | Latina    | 1 - 2  | 1 - 1   |

### Andata
| Arbitro: | Francesco Paolo Saia (Palermo) |

|                |           |                          |
| Pellegrini 46’ | Marcatori | 61’ Jefferson 86’ Burrai |

### Ritorno
| Arbitro: | Fabio Maresca (Napoli) |

|                     |           |              |
| Burrai 90+7’ (rig.) | Marcatori | 42’ Magnaghi |